# Keltinmäki-Myllyjärvi
Keltinmäki-Myllyjärvi est un  district de Jyväskylä en Finlande.

## Description
Keltinmäki-Myllyjärvi comprend les quartiers suivants: Keltinmäki, Taka-Keljo, Hanhiperä et Valkeamäki.
En 2015, Keltinmäki-Myllyjärvi compte 7 454 habitants pour une superficie de 29,7 km2.